# 1-е Идельбаево
1-е Идельбаево (баш. 1-се Иҙелбай) — деревня в Салаватском районе Республики Башкортостан Российской Федерации. Входит в состав Таймеевского сельсовета. Проживают башкиры.

## География

### Географическое положение
Находится на правом берегу реки Юрюзани.
Расстояние до:
- районного центра (Малояз): 41 км,
- центра сельсовета (Таймеево): 5 км,
- ближайшей ж/д станции (Кропачёво): 70 км.

### Уличная сеть
- Набережная[3],
- Центральная,
- Школьная ул.

## Население
| 2002 | 2009 | 2010 |
| ---- | ---- | ---- |
| 112  | ↗123 | ↘108 |

Национальный состав
Согласно переписи 2002 года преобладающая национальность — башкиры (100 %).

## Известные уроженцы
- Абдуллин, Мазгар Гилязетдинович (29 декабря 1912 — 25 августа 1942) — башкирский писатель, журналист, участник Великой Отечественной войны[6][7].